# 대한민국 제14대 대통령 선거 대전직할시
이 문서는 대한민국 제14대 대통령 선거의 대전직할시 지역 개표 결과이다.

## 개표 결과

### 유성구
|  | 34.65% |

|  | 28.66% |

|  | 23.54% |

|  | 11.05% |

|  | 1.14% |

|  | 0.60% |

|  | 0.32% |

### 동구 갑
|  | 35.63% |

|  | 28.52% |

|  | 23.17% |

|  | 10.99% |

|  | 1.08% |

|  | 0.42% |

|  | 0.15% |

### 동구 을
|  | 34.71% |

|  | 29.84% |

|  | 22.78% |

|  | 11.10% |

|  | 1.01% |

|  | 0.37% |

|  | 0.15% |

### 중구
|  | 35.18% |

|  | 28.06% |

|  | 24.11% |

|  | 11.13% |

|  | 0.97% |

|  | 0.36% |

|  | 0.15% |

### 서구
|  | 35.24% |

|  | 28.80% |

|  | 22.72% |

|  | 11.75% |

|  | 0.92% |

|  | 0.38% |

|  | 0.14% |

### 대덕구
|  | 35.22% |

|  | 29.15% |

|  | 22.99% |

|  | 11.03% |

|  | 1.02% |

|  | 0.38% |

|  | 0.17% |

## 전체 결과
|  | 35.19% |

|  | 28.73% |

|  | 23.26% |

|  | 11.23% |

|  | 1.00% |

|  | 0.39% |

|  | 0.16% |

민주자유당 김영삼 후보가 득표율 35.19%를 기록하면서 대전직할시에서 1위를 차지했다. 3당 합당을 통해 지난 13대 대선 당시 충청도 지역을 기반으로 했던 신민주공화당을 흡수 통합한 민주자유당의 후보로 출마하였기에 이번 대선에서는 대전 지역에서 우세를 점하게 되었다. 다만 13대 대선 당시의 김종필 후보처럼 압도적인 모습을 보이지는 못했다.
민주당 김대중 후보는 28.73%의 득표율로 2위에 자리했다. 지난 대선 당시 대전시에서의 득표율보다 10% 이상 상승한 수치를 받으며 선전했다.
통일국민당 정주영 후보는 20% 이상의 득표율인 23.26%를 받으면서 3위를 차지했다.
신정치개혁당 박찬종 후보는 11.23%로 4위에 자리했다. 박찬종 후보는 대전직할시에서 10% 득표에 성공했다.

### 주요 후보 결과
| 지역    | 김영삼 | 김영삼 | 김대중 | 김대중 | 정주영 | 정주영 | 박찬종 | 박찬종 |
| 지역    | 득표수 | 득표율 | 득표수 | 득표율 | 득표수 | 득표율 | 득표수 | 득표율 |
| ------- | ------ | ------ | ------ | ------ | ------ | ------ | ------ | ------ |
| 유성구  | 12,073 | 34.65% | 9,988  | 28.66% | 8,202  | 23.54% | 3,852  | 11.05% |
| 동구 갑 | 32,795 | 35.63% | 26,253 | 28.52% | 21,332 | 23.17% | 10,116 | 10.99% |
| 동구 을 | 23,708 | 34.71% | 20,382 | 29.84% | 15,566 | 22.78% | 7,587  | 11.10% |
| 중구    | 53,310 | 35.18% | 42,519 | 28.06% | 36,536 | 24.11% | 16,869 | 11.13% |
| 서구    | 47,527 | 35.24% | 38,846 | 28.80% | 30,648 | 22.72% | 15,852 | 11.75% |
| 대덕구  | 32,724 | 35.22% | 27,079 | 29.15% | 21,362 | 22.99% | 10,250 | 11.03% |

민주자유당 김영삼 후보가 대전직할시 내 전 지역에서 승리를 거두는데 성공했다. 김영삼 후보는 전 지역에서 34~35%를 차지하면서 2위 김대중 후보와 6~7% 가량의 격차를 벌리는데 성공하면서 완승을 거두었다.
민주당 김대중 후보는 대전직할시의 모든 지역에서 2위를 차지했다. 김대중 후보 역시 모든 지역에서 28~29%의 득표율을 기록하였다.
통일국민당 정주영 후보는 전 지역에서 20% 득표율을 달성하는데 성공했다. 신정치개혁당 박찬종 후보 역시 모든 지역에서 득표율 10% 이상을 달성하였다.

## 같이 보기
- 대한민국 제14대 대통령 선거